# Biserica romano-catolică din Oravița

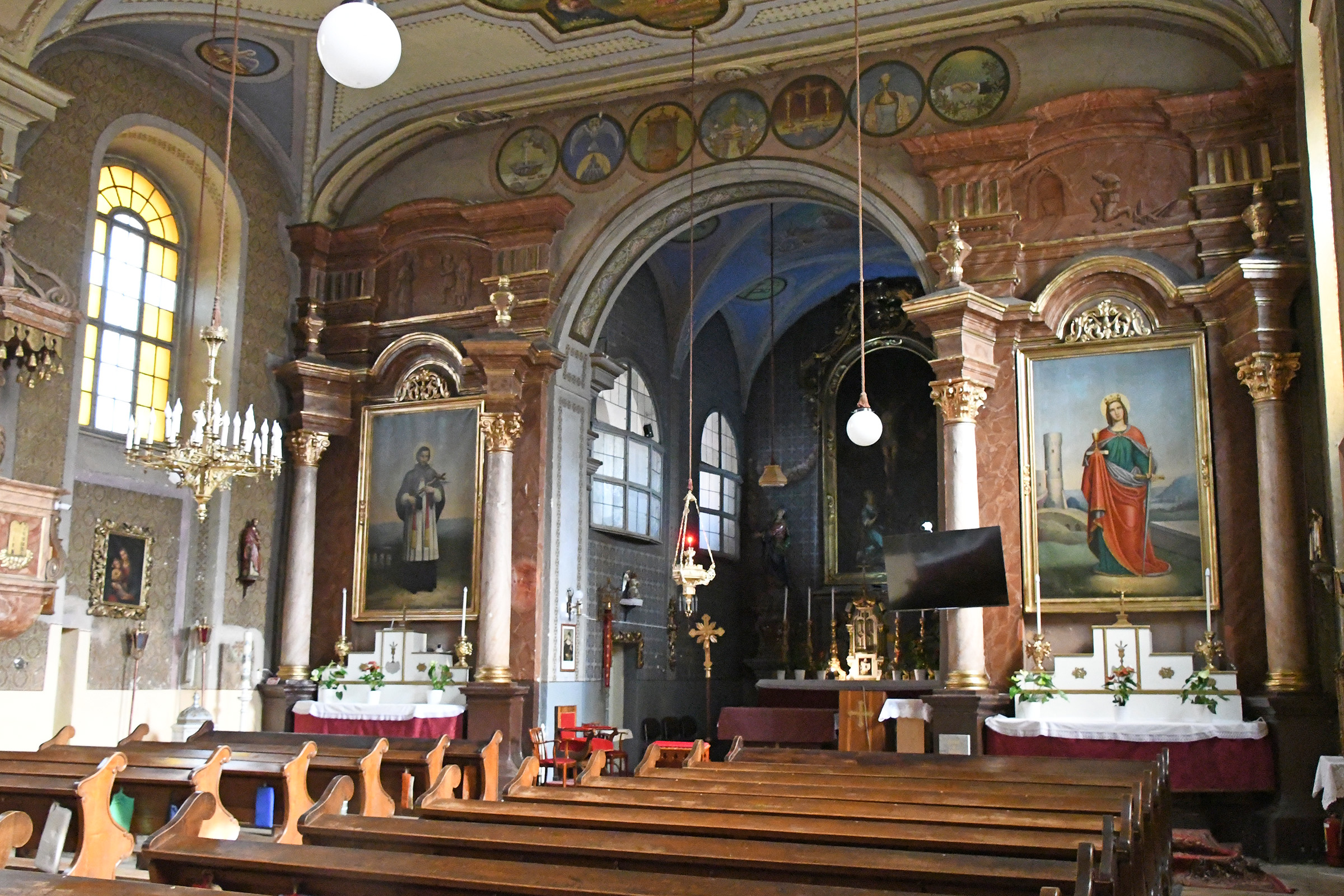
Nava spre altar

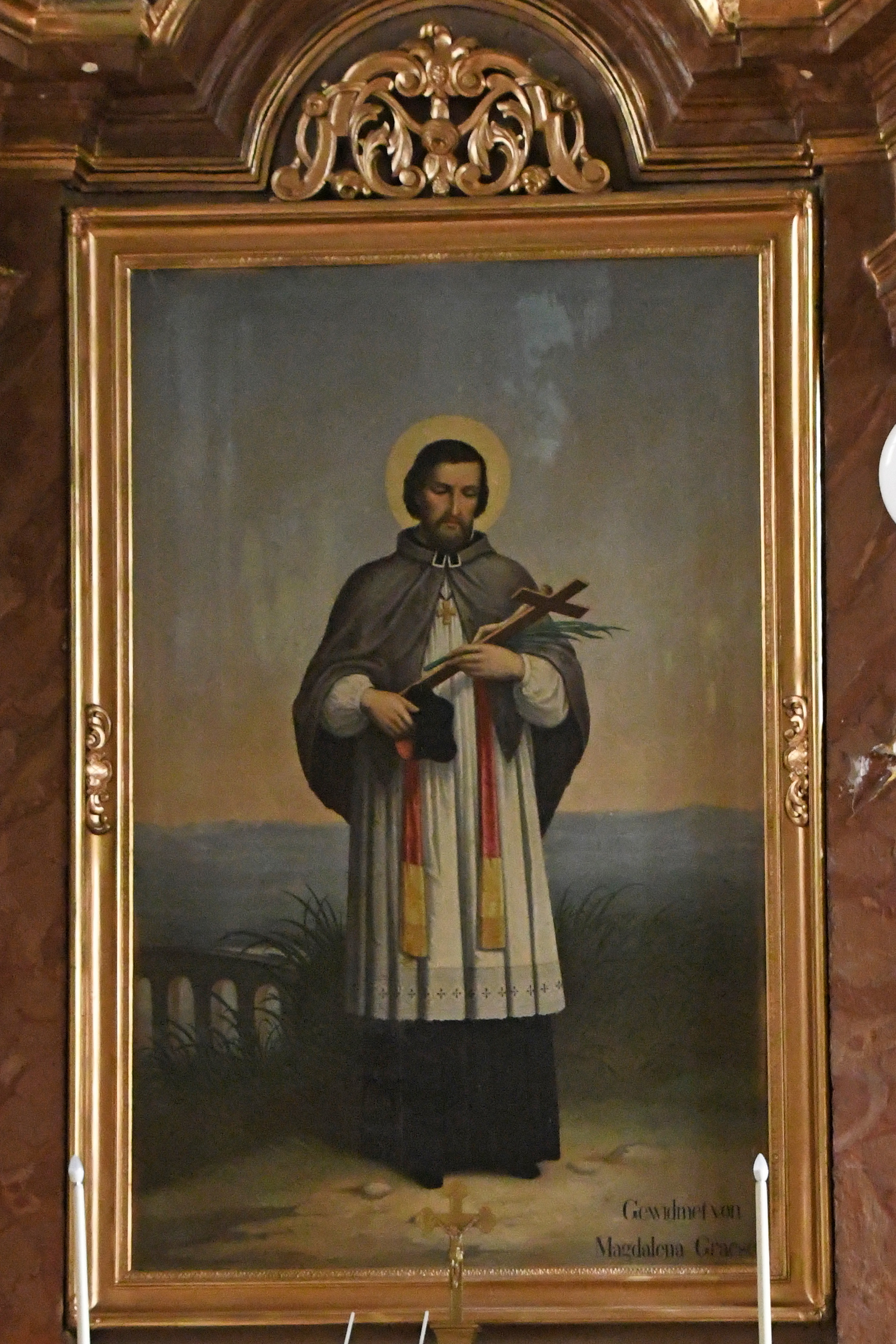
Sfântul Ioan Nepomuk

Biserica romano-catolică este un monument istoric aflat pe teritoriul orașului Oravița, județul Caraș-Severin. Figurează pe lista monumentelor istorice  cod LMI CS-II-m-B-11177.

## Localitatea
Oravița (în română 1924: Oravița Montană, maghiară Oravicabánya, mai demult Németoravica, în germană Deutsch-Orawitz) este un oraș în județul Caraș-Severin, Banat, România. Localitatea este atestată documentar în anul 1690 cu denumirea Oravicza.

## Biserica
În anul 1718 s-au stabilit pe versantul vestic al văii Oraviței, primii coloniști tirolezi. Ei și-au construit o bisericuță din lemn în Kreuzwiese sau Poiana în cruce. Datorită acestei denumiri a poienii credincioșii romano-catolici au avut ca și sărbătoare principală ziua de 14 septembrie, (Înălțarea Sfintei Cruci). În 14 septembrie ani de-a rândul romano-catolicii, după Sfânta Liturghie, urcau în procesiune la bisericuța Kreuzwiese.
În același an a fost pusă piatra de temelie a actualei biserici, construcția fiind terminata în anul 1722.
La sfințire împăratul Carol al VI-lea a donat bisericii o așchie din lemnul Crucii lui Cristos, adusă de la Ierusalim.
Tabloul altarului principal, reprezentând Răstignirea Mântuitorului, a fost realizat în anul 1774 de pictorul vienez Franz Wagenchon.
A fost sfințită abia în anul 1936, de către episcopul Augustin Pacha.
Casa parohială este atestată din anul 1693, când a poposit aici contele Luigi Ferdinando Marsigli, dar nu se cunoaște exact anul construirii. A fost refăcută în 1736, prădată în timpul conflictului austro-turc din 1738 și reparată din nou în perioada 1740-1756.
Din 1793 și până în 2002 a găzduit o serie de instituții: școala elementară germană și gimnaziul latin de 4 clase, muzeul de carte veche și pinacoteca, biroul primarului, școala tehnică sanitară și mai multe firme de producție. În 2002 clădirea a revenit proprietarului de drept: parohia romano-catolică din Oravița.

## Imagini din exterior

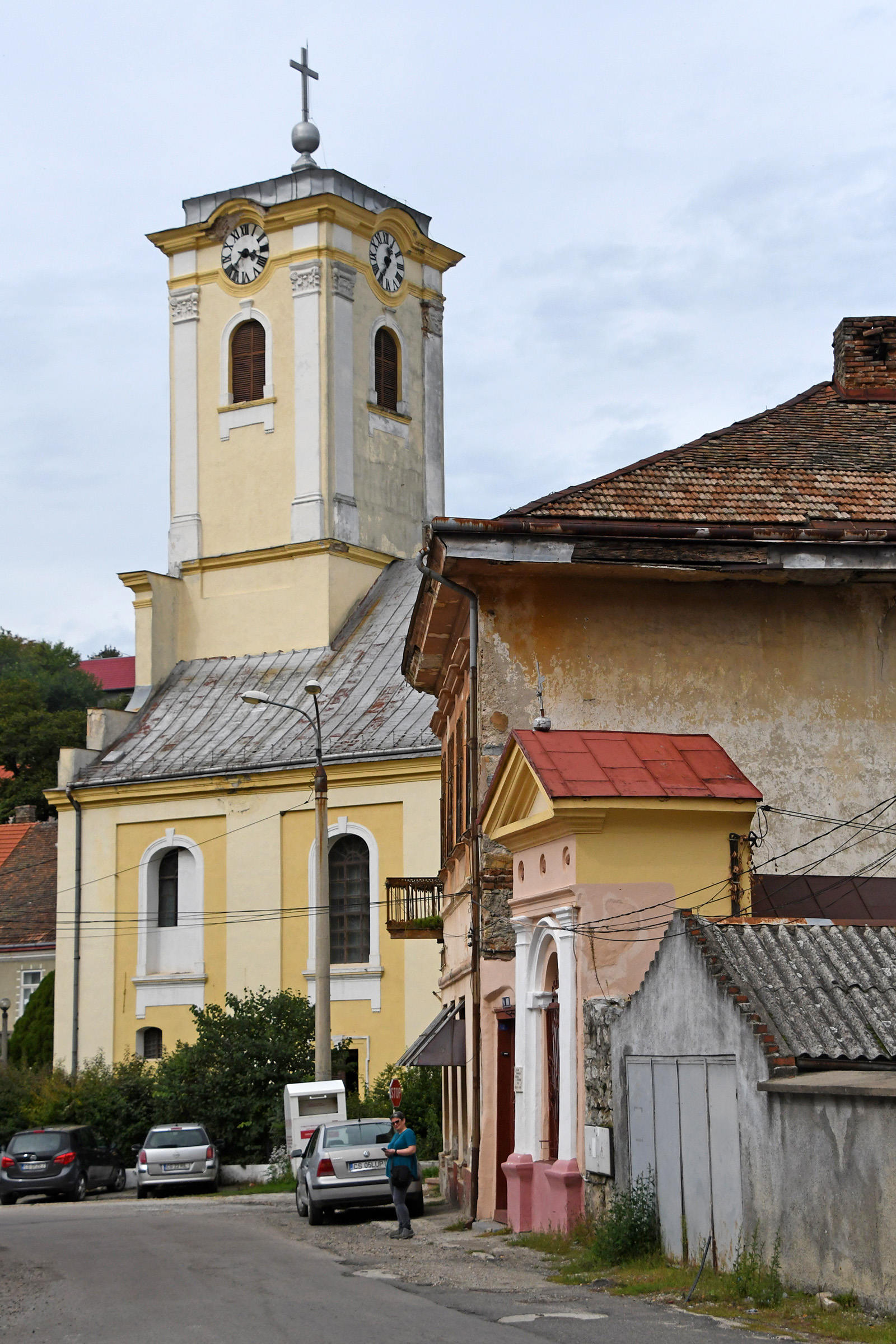
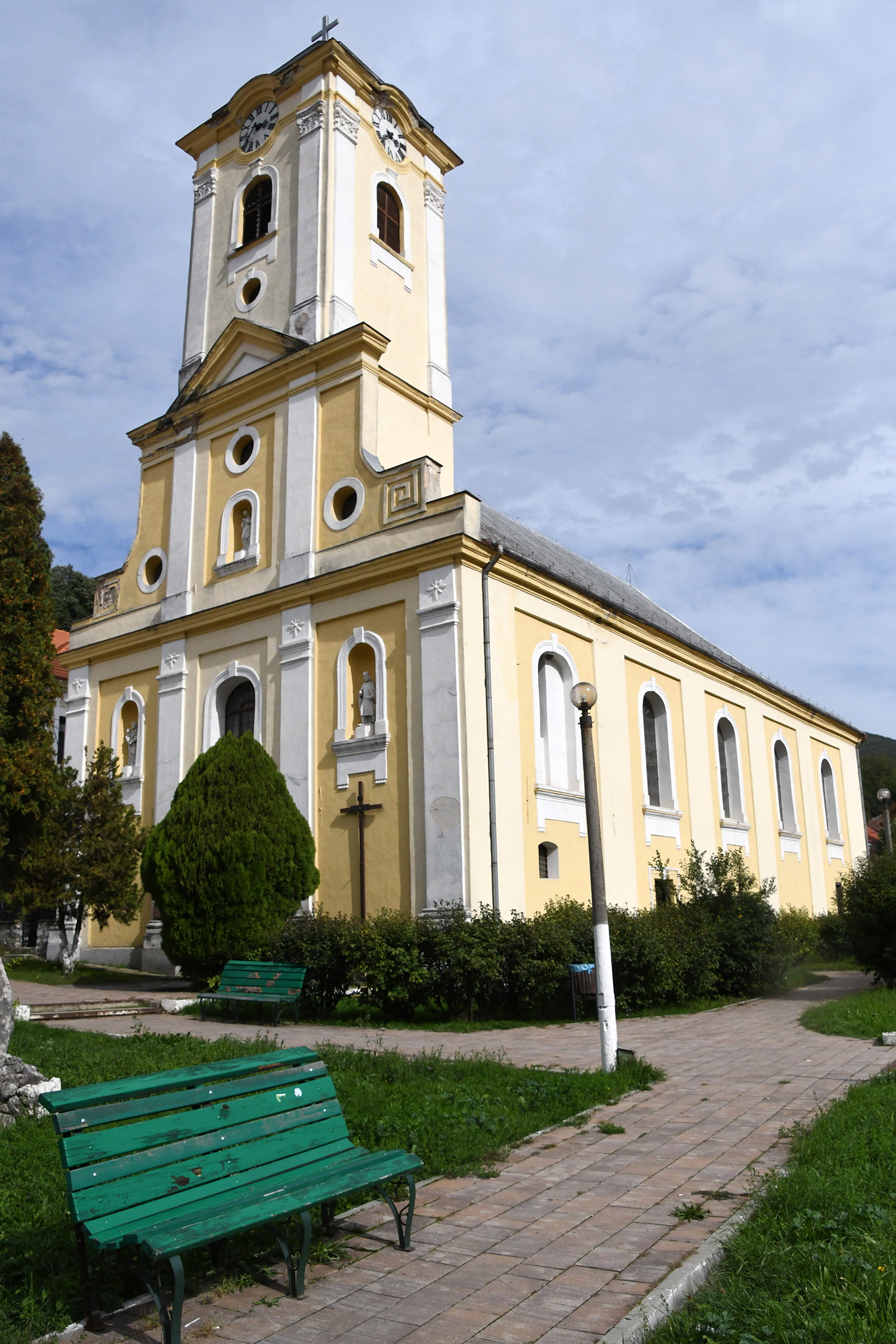
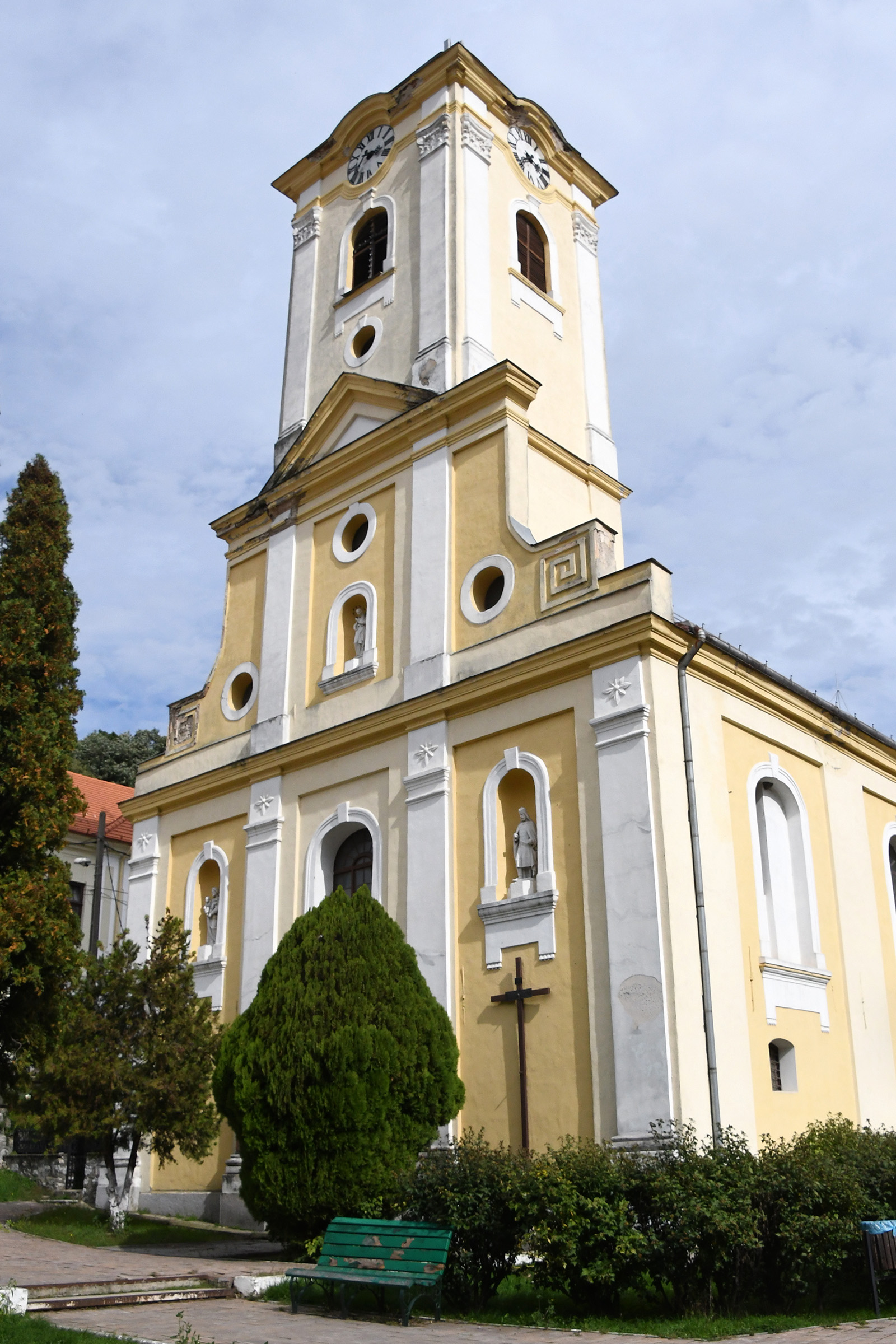
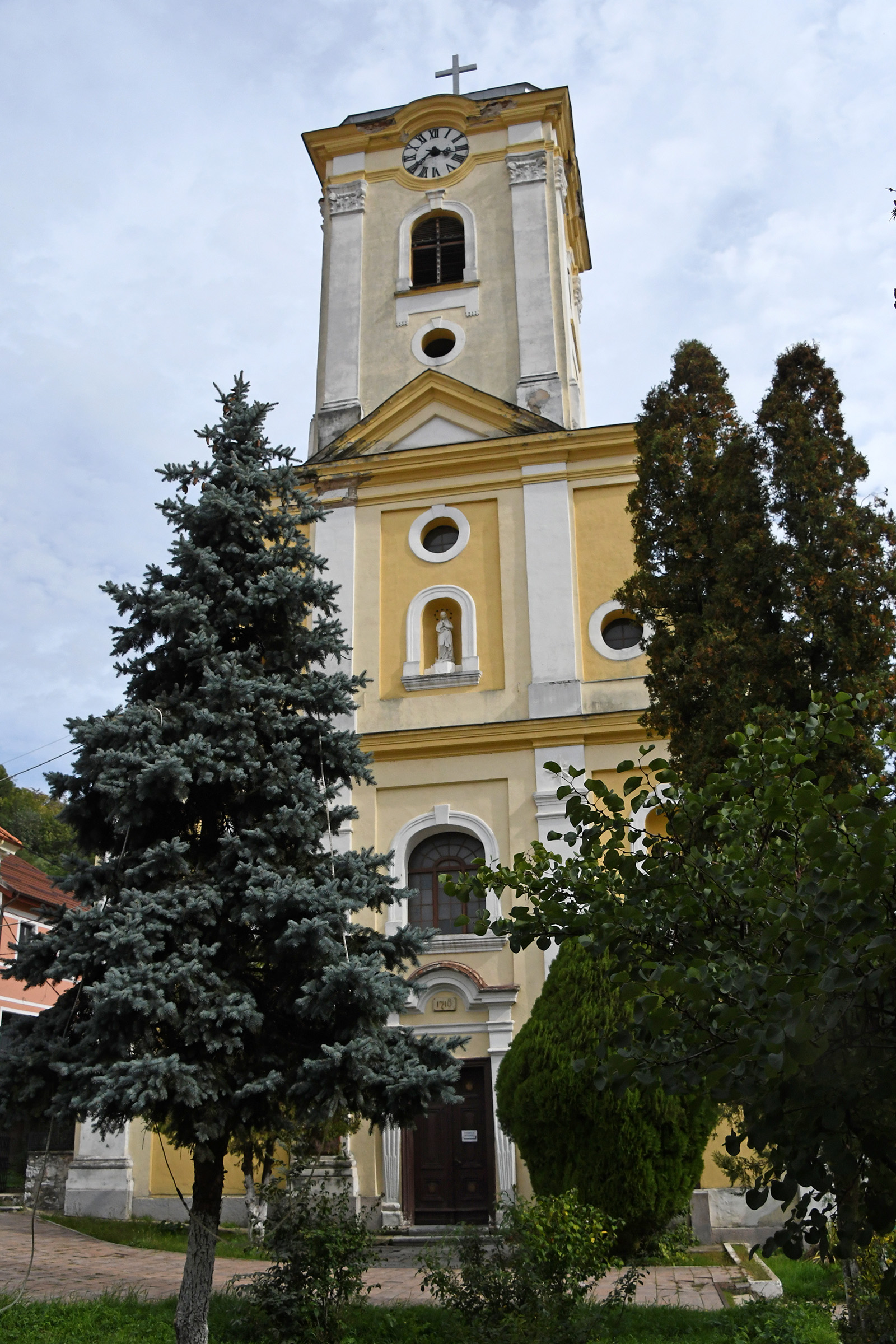
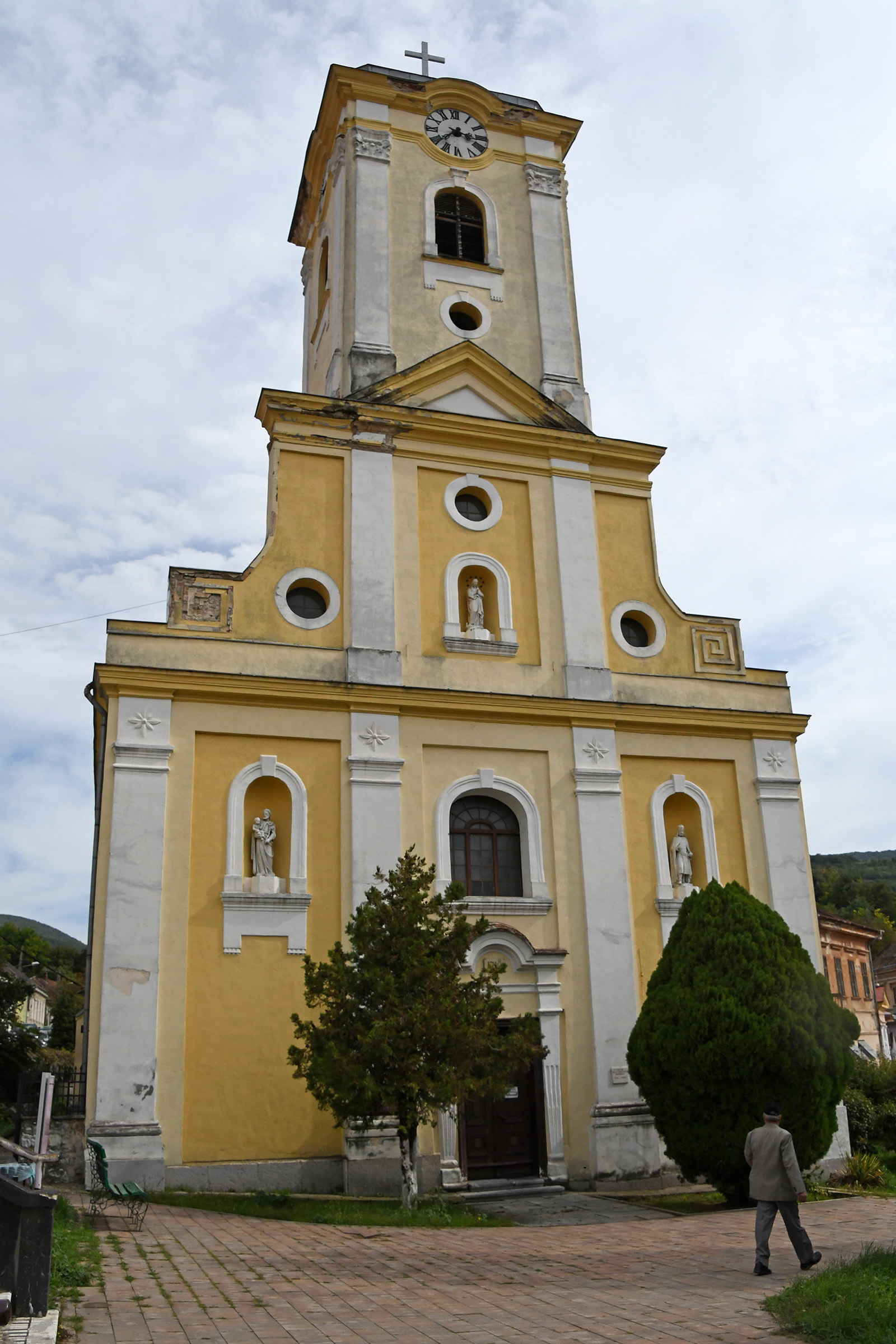
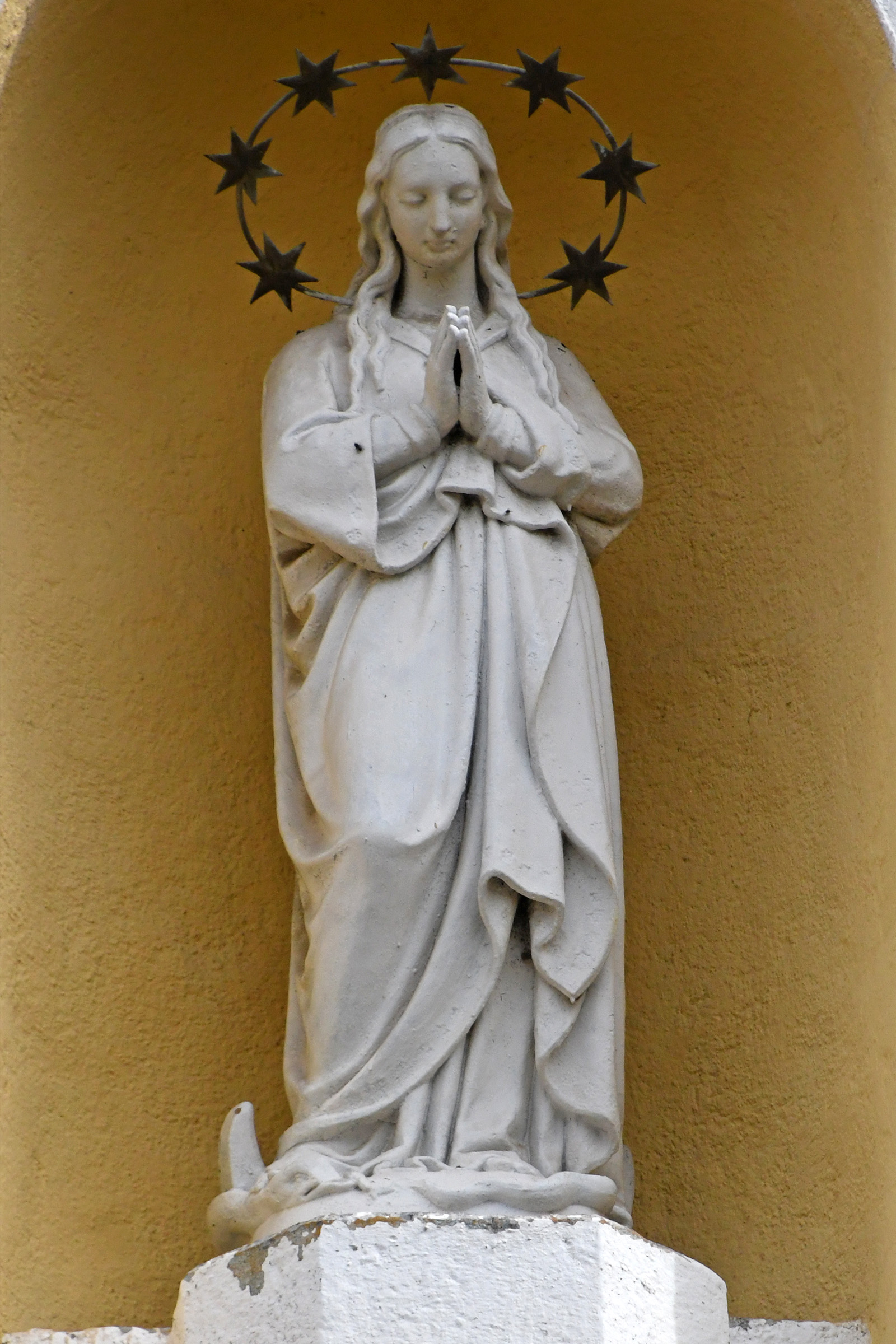
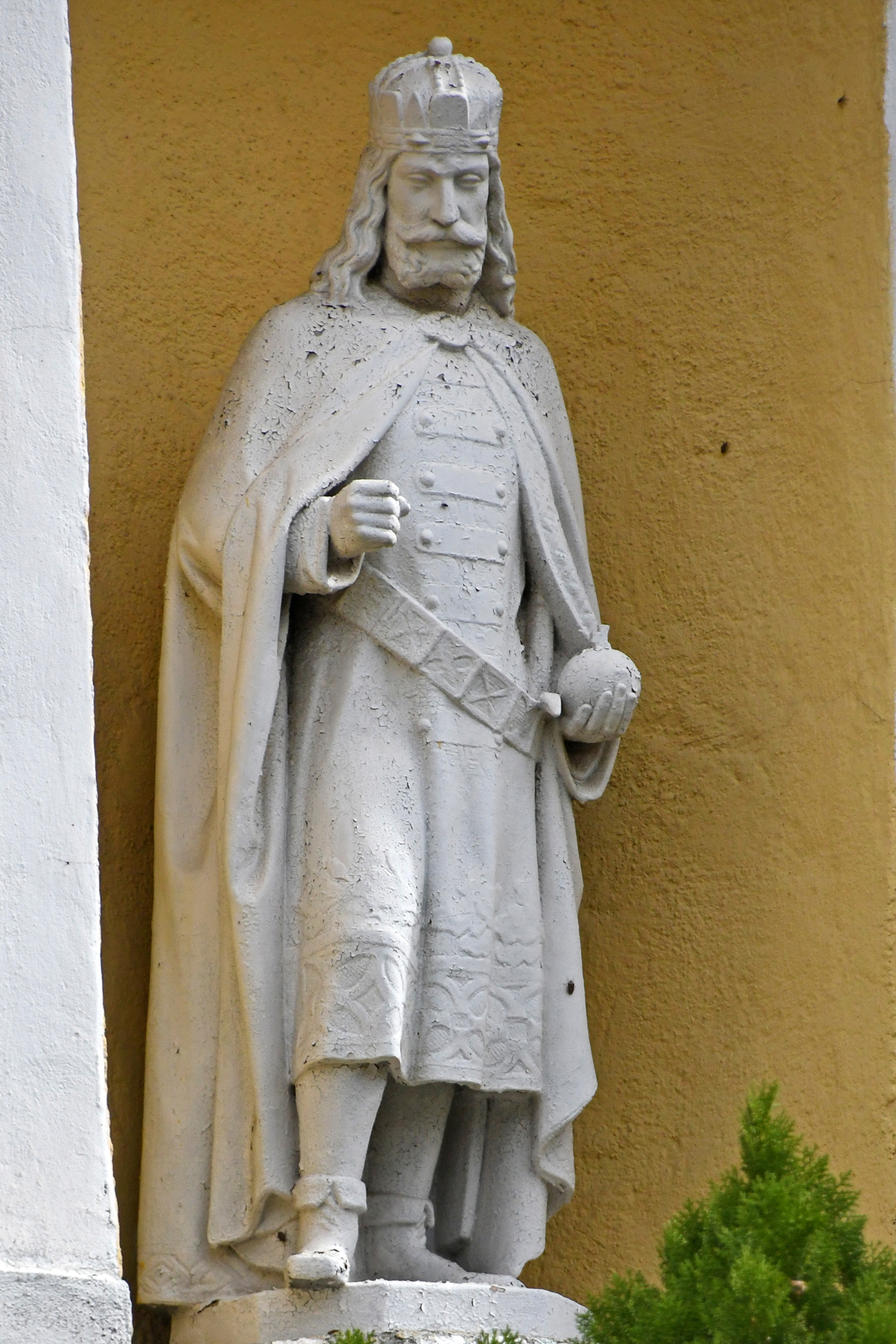
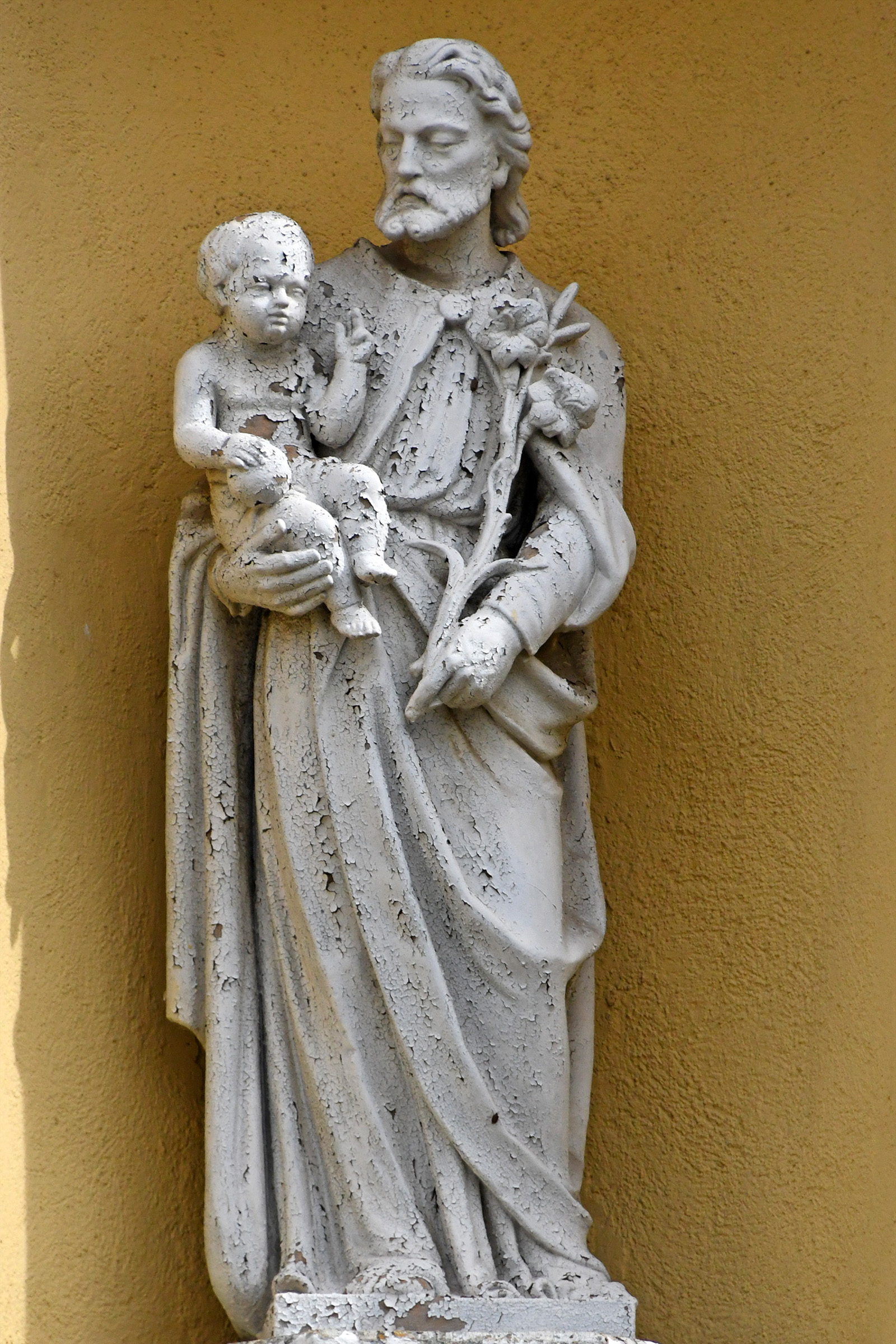

## Imagini din interior

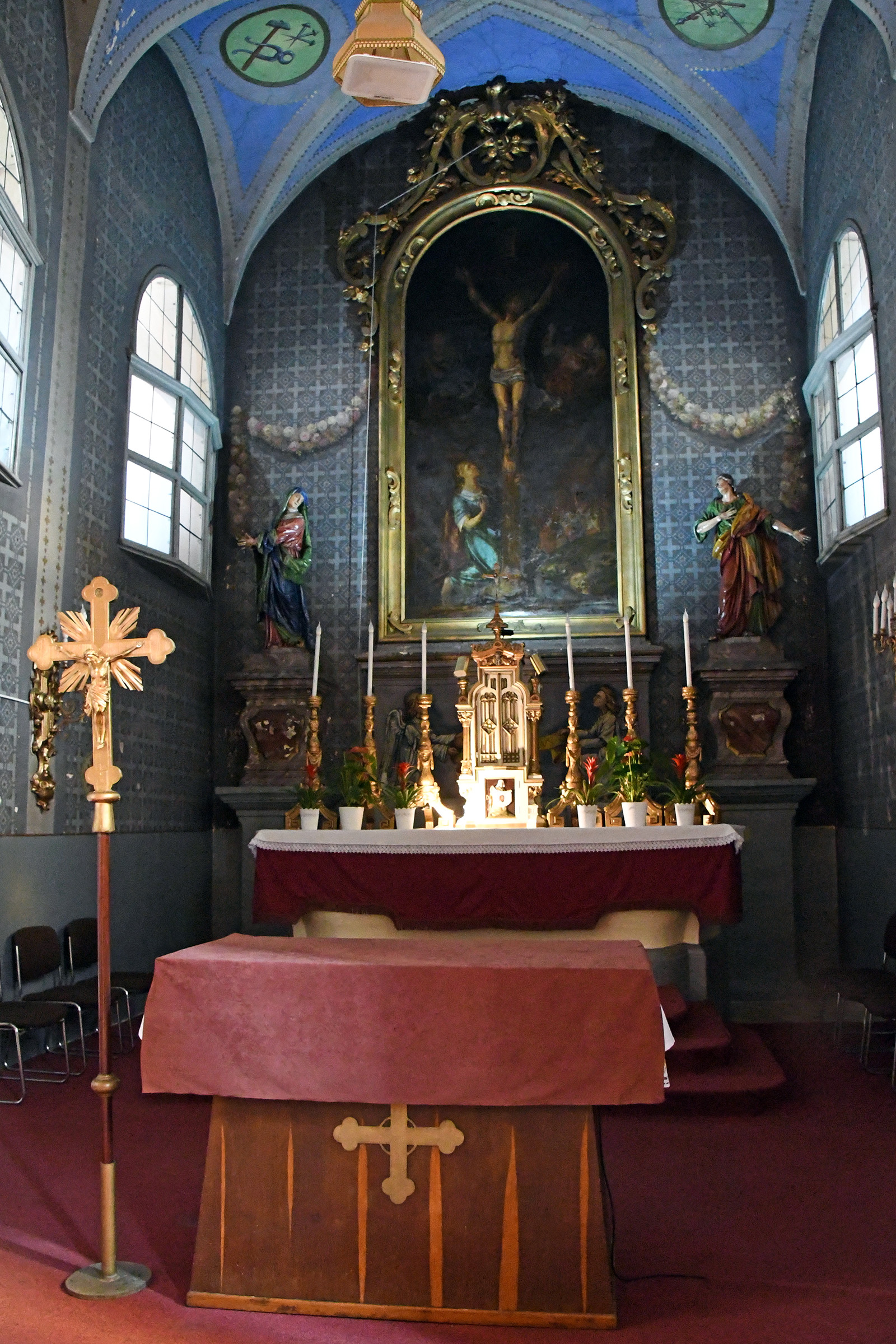
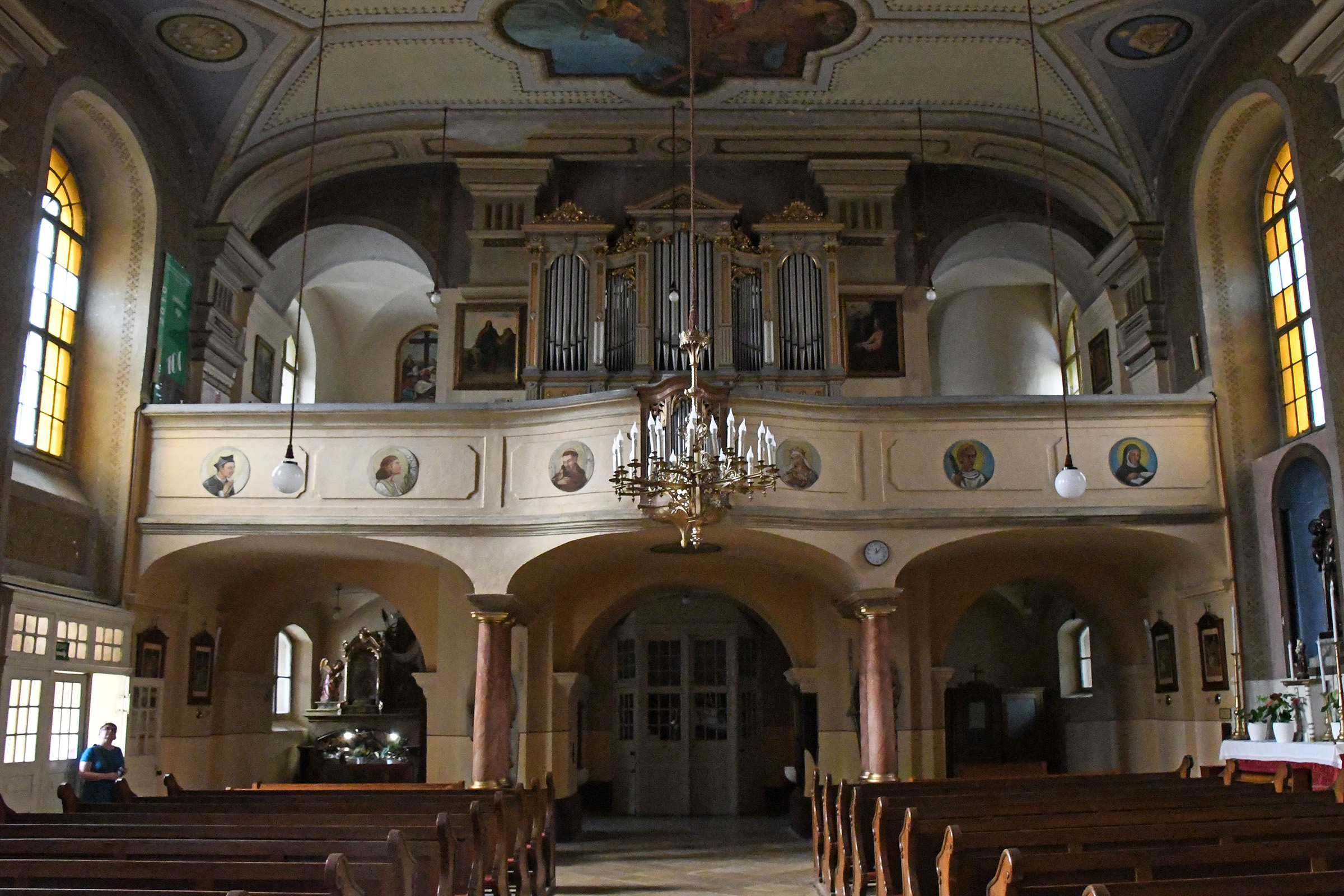
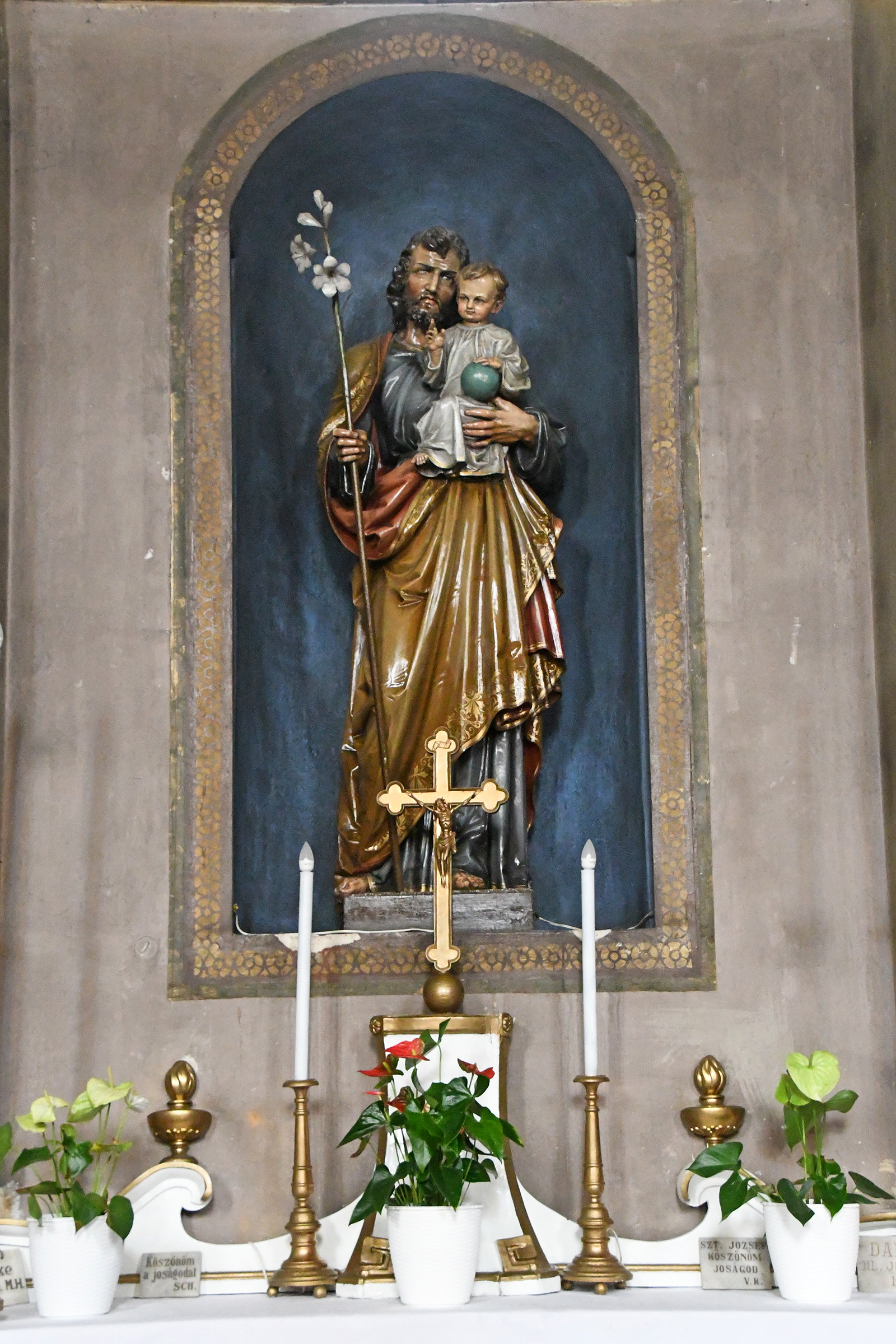
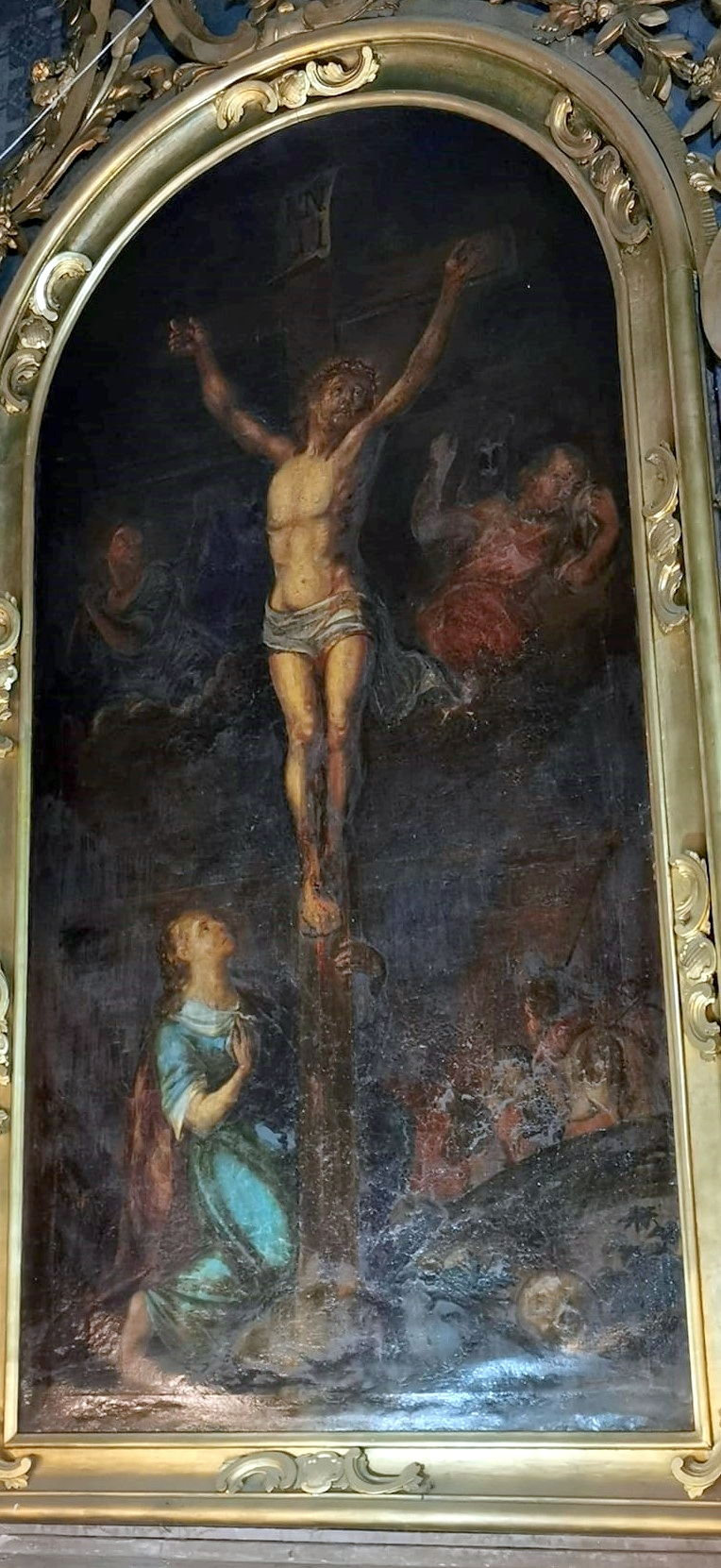
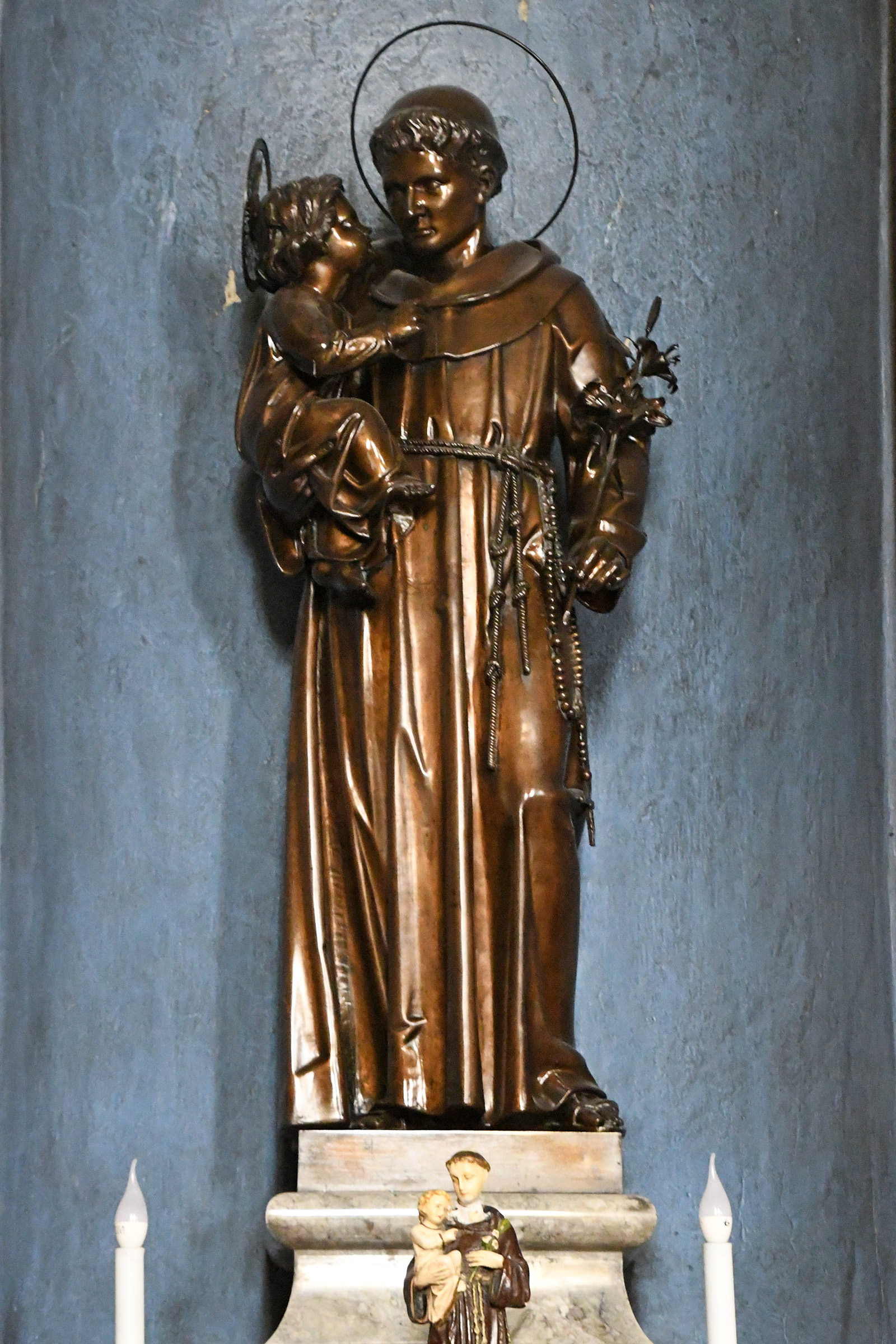
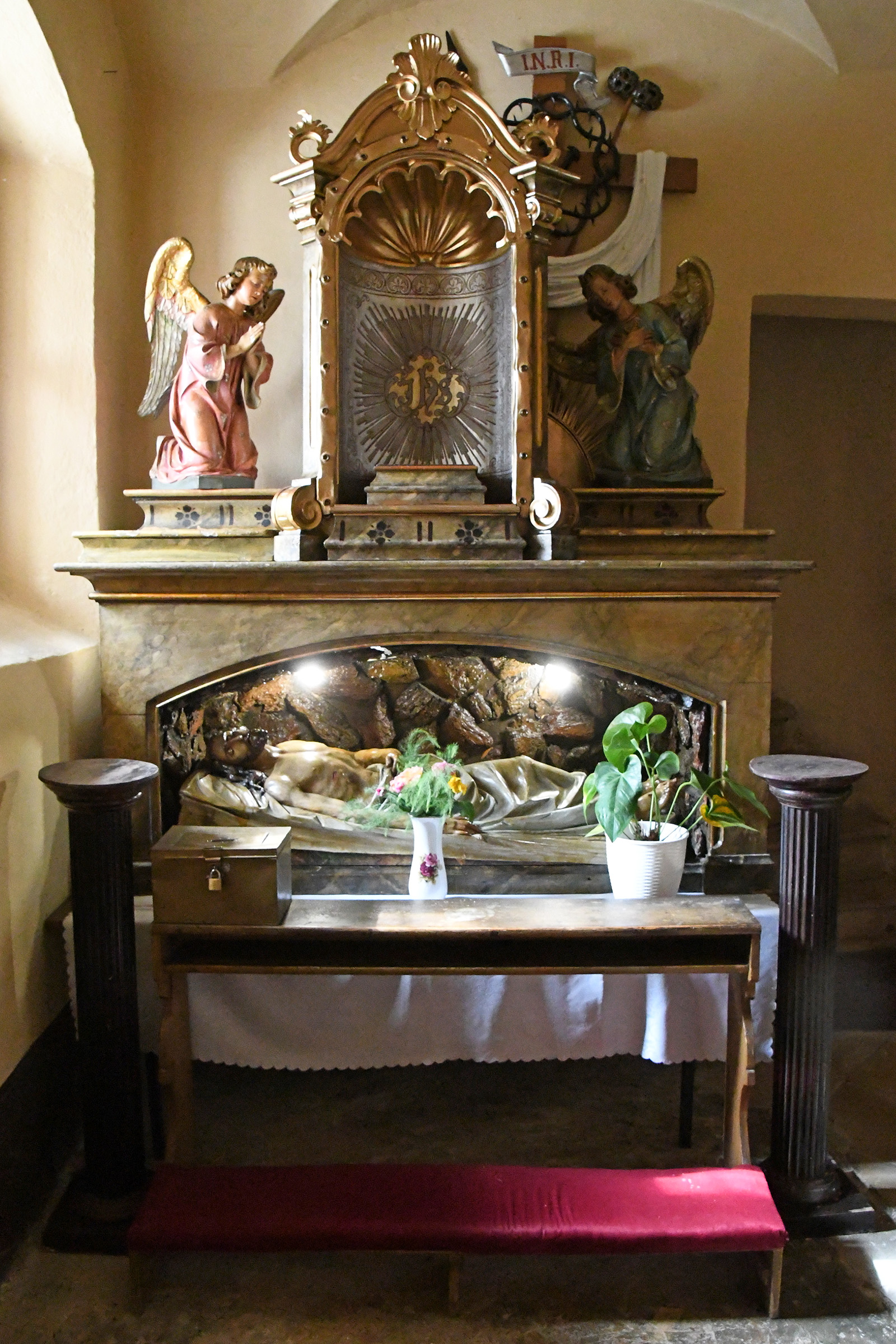
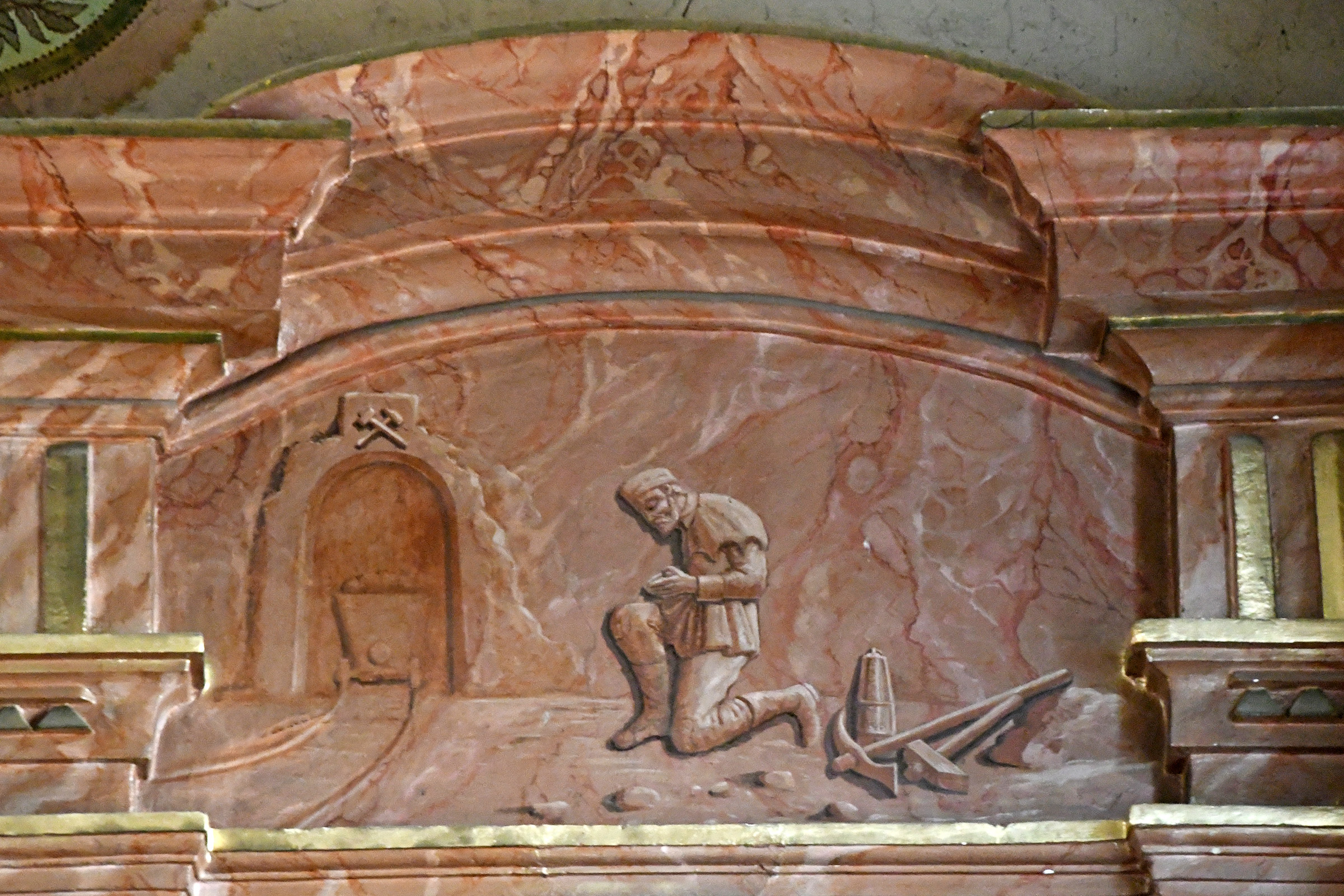
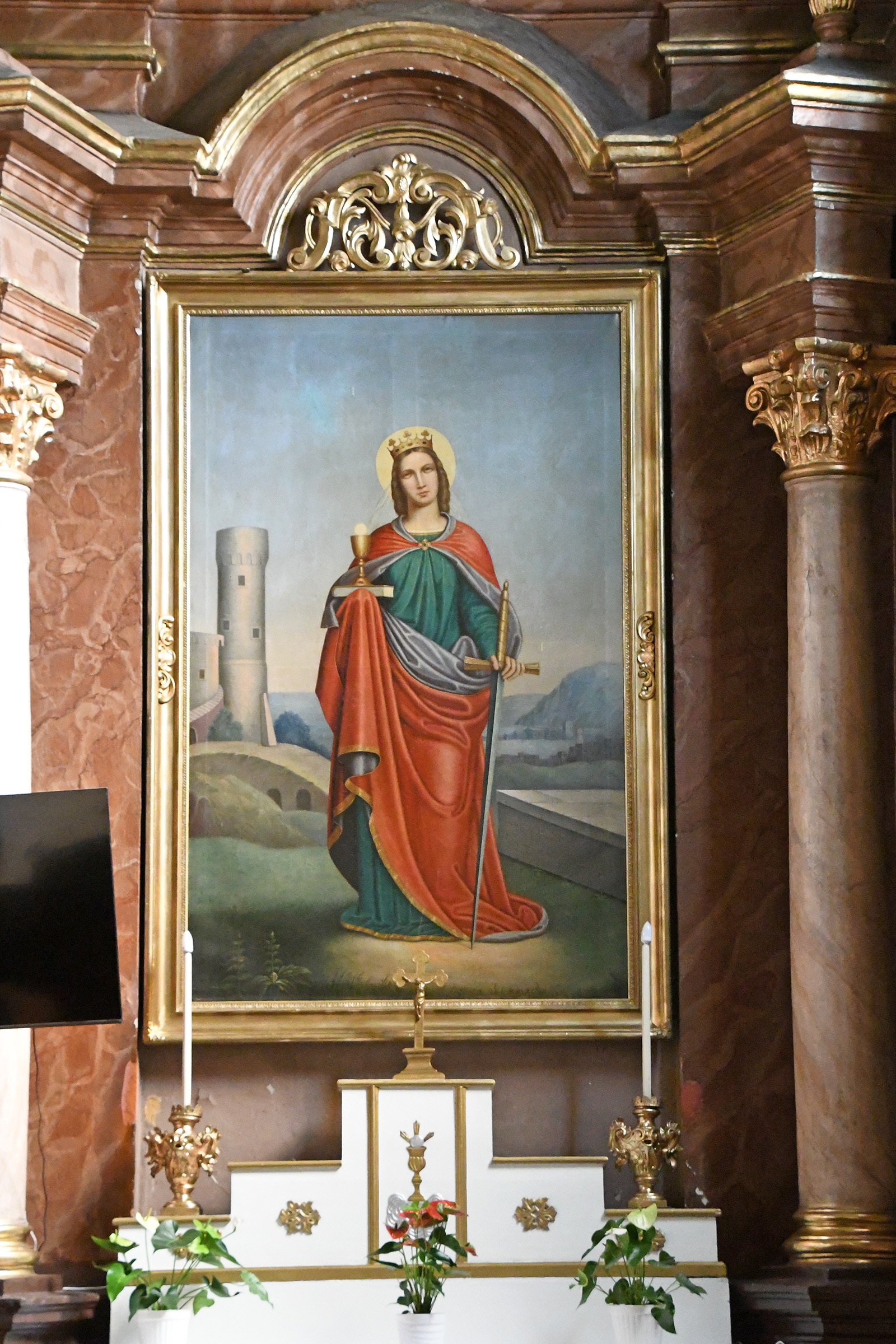
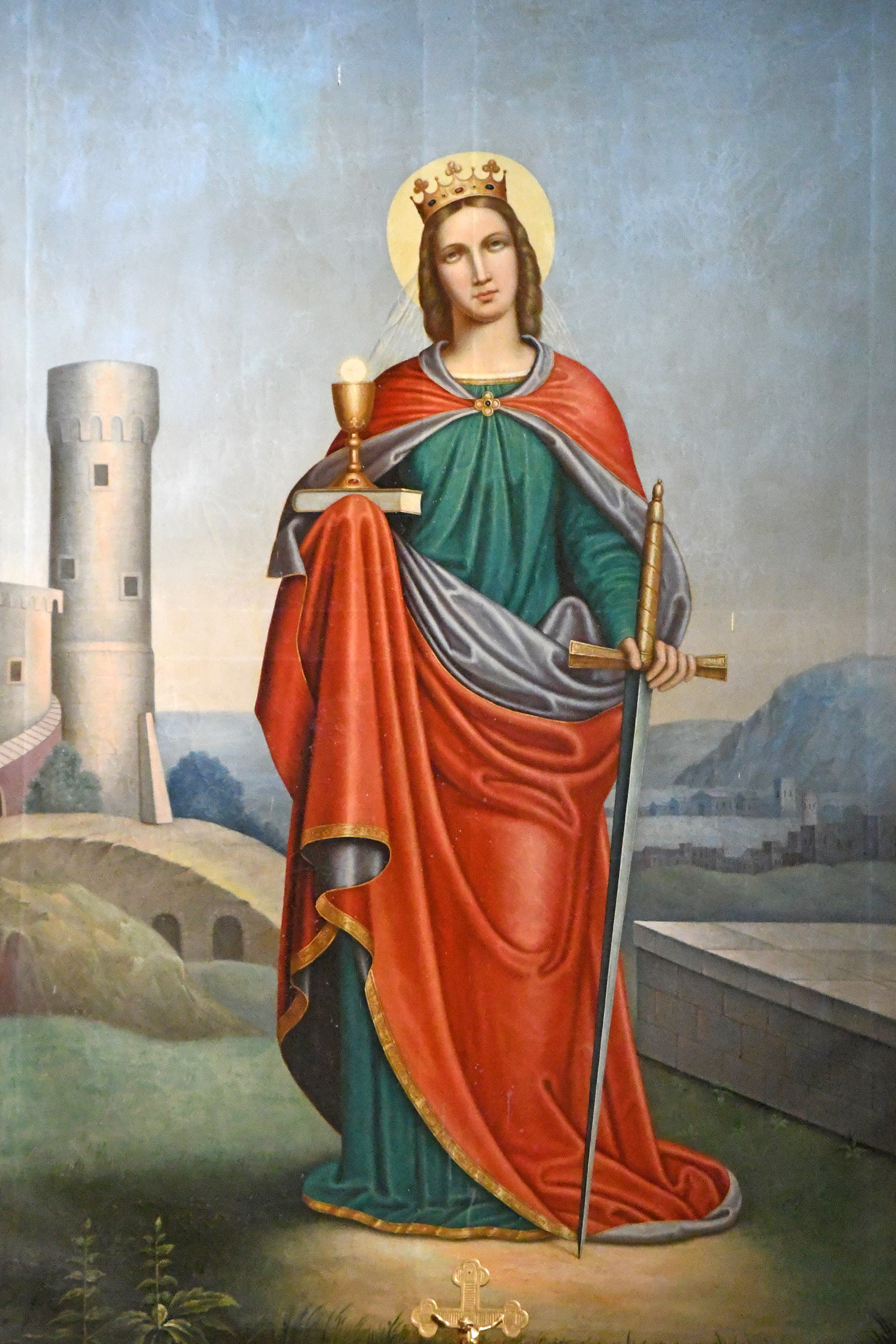
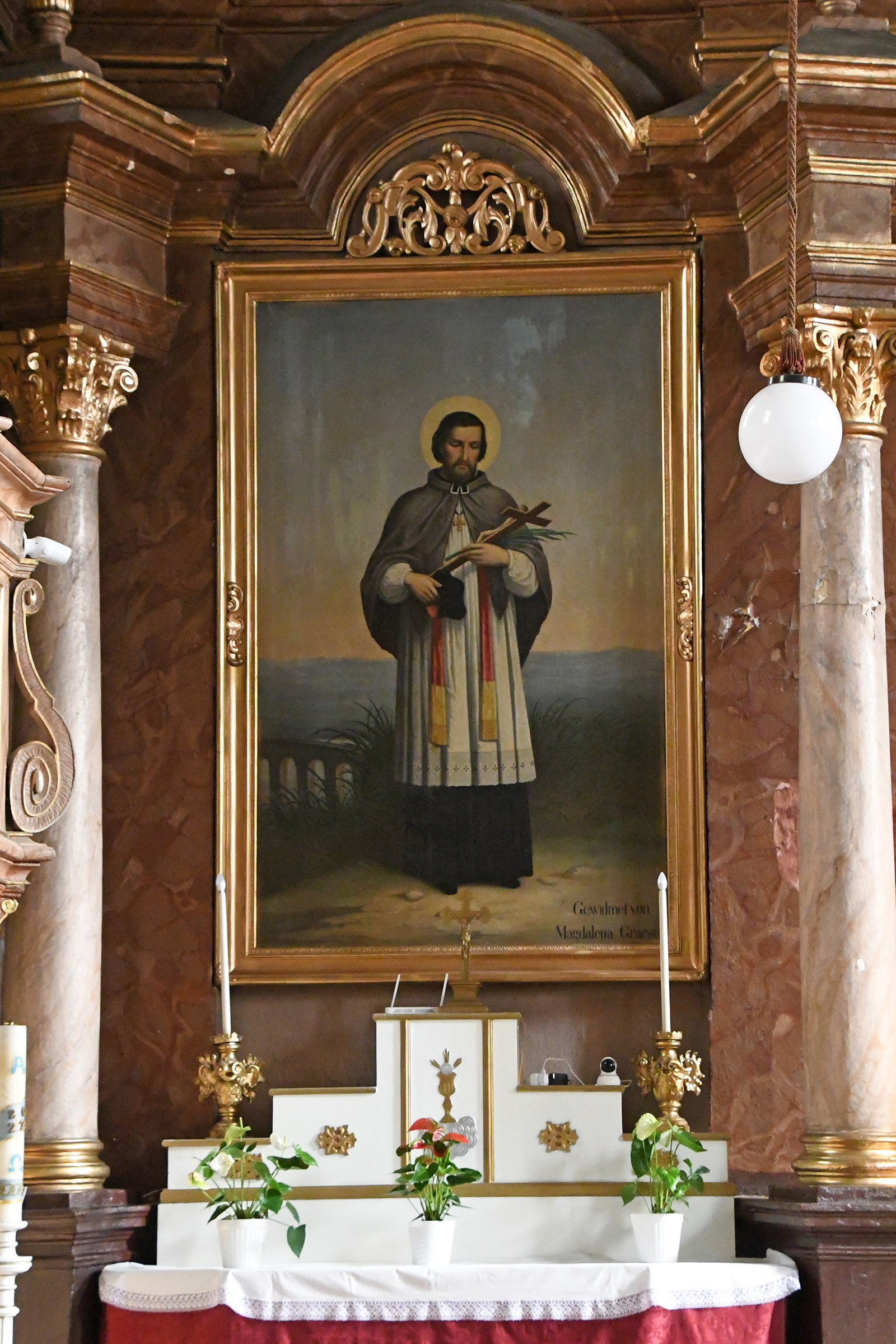
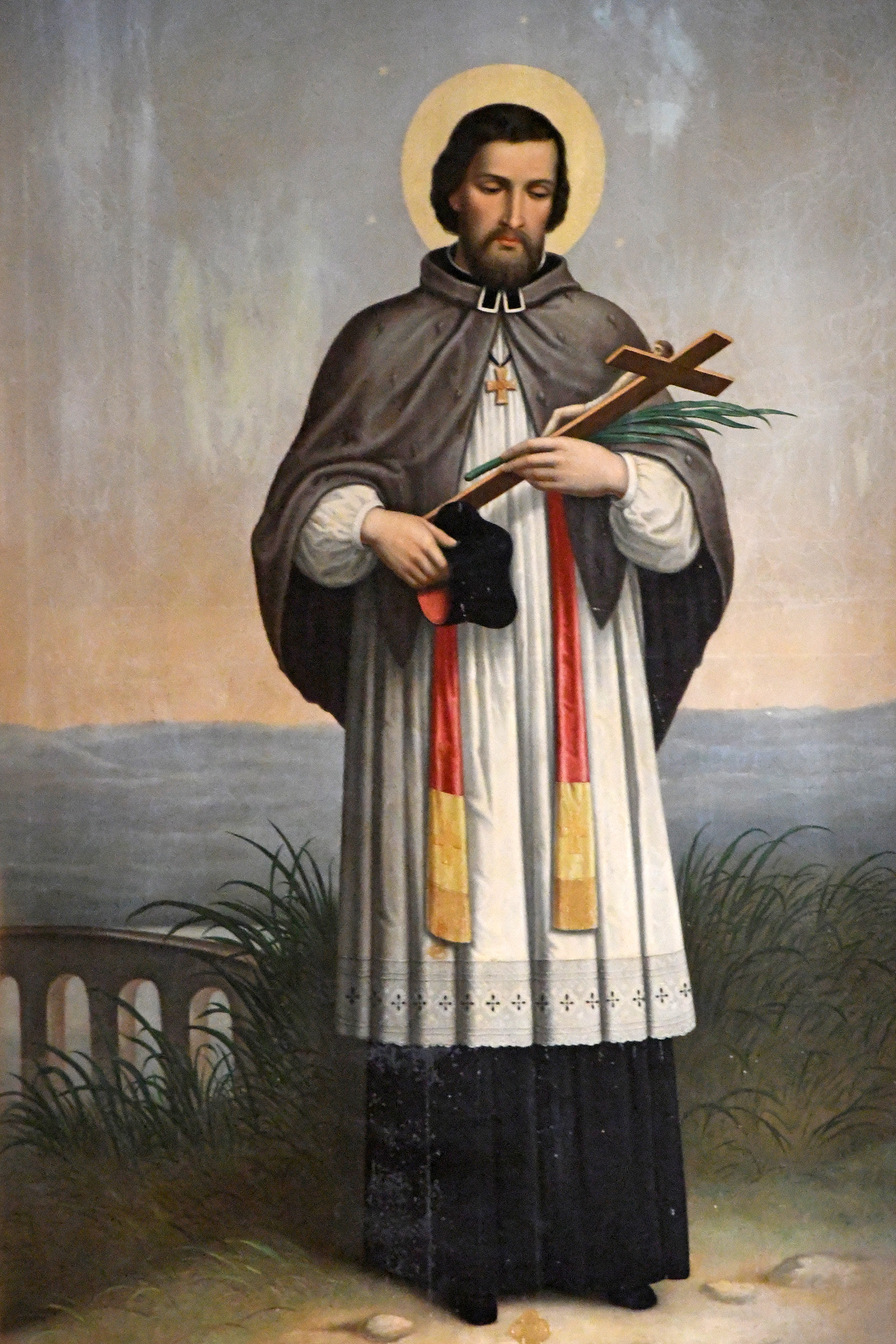
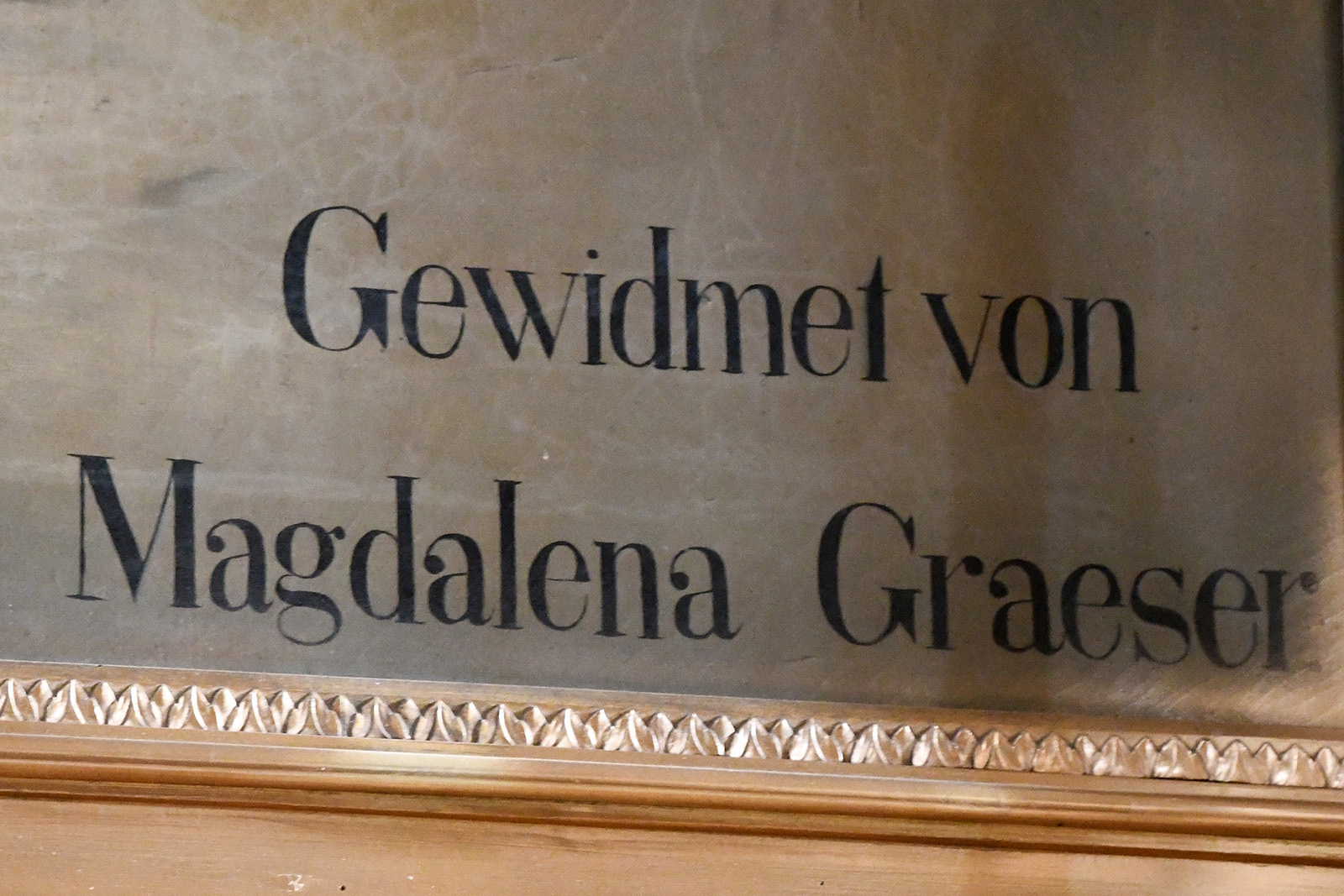
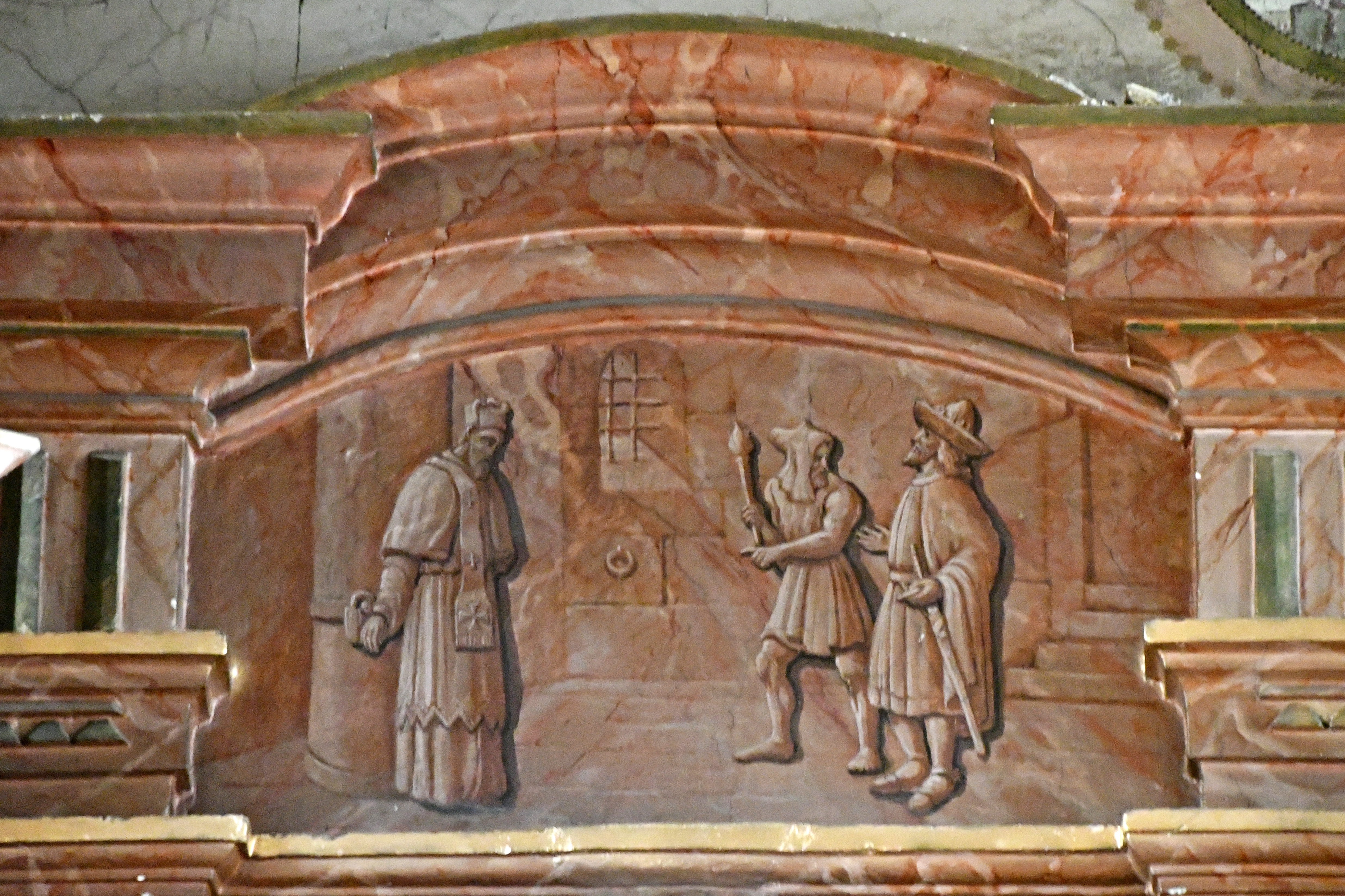

## Vezi și
- Oravița